# Vernassonne
Die Vernassonne (im Oberlauf: Bergnassonne) ist ein Fluss in Frankreich, der in der Region Okzitanien verläuft. Er entspringt in den Montagne Noire, im Regionalen Naturpark Haut-Languedoc. Die Quelle liegt im Gemeindegebiet von Arfons, im Département Tarn. Von hier entwässert der Fluss generell in südlicher Richtung, erreicht nach wenigen Kilometern die Grenze zum benachbarten Département Aude und mündet nach insgesamt rund 23 Kilometern im Gemeindegebiet von Alzonne als linker Nebenfluss in den Lampy, der bereits wenige hundert Meter weiter den Fresquel erreicht.

## Orte am Fluss
- Saissac
- Alzonne

## Hydrologie
An der Départementgrenze wird Wasser in den Versorgungskanal Rigole de la Montagne Noire abgeleitet, das im Reservoir von Saint-Ferréol gesammelt und zur Wasserdotierung des Canal du Midi verwendet wird.